# Allan (labdarúgó, 1997)
Allan Rodrigues de Souza (Porto Alegre, 1997. március 3. –) brazil utánpótlás válogatott labdarúgó, a Liverpool FC középpályása, kölcsönben a német Eintracht Frankfurtban szerepel.

## Pályafutása
2015 nyarán igazolta le a Liverpool FC 500 ezer euróért, miután felhívta a vörösök figyelmét egy nemzetközi tornán.
2015. szeptember 2-án kölcsönadták a finn első osztályú Seinäjoen Jalkapallokerho csapatának. Nyolc bajnokin lépett pályára, és bajnoki címet ünnepelhetett az idény végén.
2016. január 16-án a belga Sint-Truidense vette kölcsön. A 2016-17-es idényt a német Hertha BSC-nél töltötte. 2017. augusztus 31-én egy évre a ciprusi Apóllon Lemeszú vette kölcsön.

## Játékstílusa
Allan amolyan mélységi irányító szerepkörben érzi a legjobban magát, ballábas labdarúgó, a középpálya bármely pontján bevethető.

## Karrier statisztika
(2016 április 16. szerint).
| Klub                        | Szezon   | Bajnokság     | Bajnokság | Bajnokság | Kupa          | Kupa  | Kupa     | Nemzetközi kupa | Nemzetközi kupa | Nemzetközi kupa | Egyéb         | Egyéb | Egyéb    | Összesen      | Összesen | Összesen | Összesen | Összesen |
| Klub                        | Szezon   | Pályára lépés | Gólok     | Gólpassz  | Pályára lépés | Gólok | Gólpassz | Pályára lépés   | Gólok           | Gólpassz        | Pályára lépés | Gólok | Gólpassz | Pályára lépés | Gólok    | Gólpassz |          |          |
| --------------------------- | -------- | ------------- | --------- | --------- | ------------- | ----- | -------- | --------------- | --------------- | --------------- | ------------- | ----- | -------- | ------------- | -------- | -------- | -------- | -------- |
| SJK Seinäjoki (kölcsönben)  | 2015     | 8             | 2         | 5         | 0             | 0     | 0        | 0               | 0               | 0               | 0             | 0     | 0        | 8             | 2        | 5        | 2        | 0        |
| Sint-Truidense (kölcsönben) | 2015-16  | 9             | 0         | 0         | 0             | 0     | 0        | 0               | 0               | 0               | 0             | 0     | 0        | 9             | 0        | 0        | 3        | 0        |
| Összesen                    | Összesen | 17            | 2         | 5         | 0             | 0     | 0        | 0               | 0               | 0               | 0             | 0     | 0        | 17            | 2        | 5        | 5        | 0        |

## Sikerei, díjai
SJK Seinäjoki
- Veikkausliiga 2015

## Külső hivatkozások
- Liverpool F.C. profile
- Allan adatlapja a Soccerway oldalon (angolul)